# Medicine studerande
Medicine studerande (med. stud.), är en benämning för läkarstudenter, särskilt under den så kallade prekliniska perioden av läkarprogrammet. Preklin varierar mellan fyra och fem terminer i längd beroende på lärosäte (Uppsala, Lund, Stockholm, Linköping, Göteborg, Umeå och Örebro). Preklin är teoretiskt tungt och involverar studier inom cellbiologi, genetik, biokemi, embryologi, histologi, anatomi, fysiologi, neurovetenskap, immunologi, mikrobiologi, patologi och farmakologi.
Traditionellt sett har praktik i sort sett varit obefintligt under preklin. Dock efter reformer på flera lärosäten är den prekliniska delen av läkarprogrammet allmänt mer praktiskt inriktad i form av exempelvis tidig patientkontakt.
Efter läkarprogrammet uthämtas en masterexamen kallad läkarexamen (Degree of Master of Science in Medicine). Läkarstudenter uthämtar dock ingen kandidatexamen ("Degree of Bachelor of Science in Medicine") efter tre års helstudier, vilket är dagens krav för kandidatexamen. Trots detta är det tradition att läkarstudenter efter preklin, under läkarprogrammets kliniska del, benämns medicine kandidat, eller förkortat med. kand. Det är dock möjlig för läkarstudenter i vissa lärosäten att uthämta en medicine kandidatexamen.
Sjuksköterskor tar idag i vissa lärosäten en medicine kandidatexamen i omvårdnadsvetenskap (Degree of Bachelor of Medical Science in Nursing) utöver deras sjuksköterskeexamen (Degree of Bachelor of Science in Nursing). Även exempelvis biomedicinare i vissa lärosäten kan ta en medicine kandidat i biomedicin. Sjuksköterske- och biomedicinstudenter benämns dock inte medicine studerande då deras huvudområde är omvårdnad respektive biomedicin och inte medicin.